# Popa Chubby
Ted Horovitz (родился 31 марта 1960 в Бронксе, штат Нью-Йорк), более известный под именем Pо́pa Chubby (игра слов «pop a chubby», означающая «получать эрекцию»), американский электроблюзмен, вокалист и гитарист.
Сын хозяина магазинчика сладостей, в тринадцатилетнем возрасте Chubby стал играть на барабанах; вскоре он увлёкся the Rolling Stones и начал играть на гитаре. Несмотря на то что Chubby вырос в 1970-е, его стиль был стилем 1960-х, включая Jimi Hendrix, Cream и других. Будучи двадцатилетним парнем, он не только наслаждался блюзом и играл его, но так же работал, поддерживая панк-рок поэта Richard Hell. Первый серьёзный шанс Chubby получил на конкурсе блюзовых талантов, спонсируемом KLON, государственной радиостанцией в Long Beach, штат Калифорния. Он выиграл the New Artist of the Year и открыл Blues Festival в 1992 на Long Beach.
В 1990-е Chubby играет уже более чем в 200 клубах. Его дебютный альбом Booty and the Beast продюсировали Sony/Okeh, а именно звукоинженер/продюсер из Atlantic Records — Том Дауд, который записывал таких легендарных исполнителей, как Aretha Franklin, Ray Charles, Wilson Pickett, и других.
В 1994 Chubby выпустил несколько альбомов, под своим лейблом Laughing Bear label. Это были It's Chubby Time и Gas Money, до разрыва его контракта с Sony Music/Okeh Records по поводу Booty and the Beast, его крупного дебюта, выпущенного в 1995. В 1996 1-800 PrimeCD выпустила live-версию альбома Chubby — Hit the High Hard One. Два года спустя, One Million Broken Guitars был выпущен компанией Lightyear Records; Brooklyn Basement Blues был следующим, в 1999.
В 2000 Chubby подписал контракт с Blind Pig и выпустил How'd a White Boy Get the Blues? в 2001. Диск, сочетая элементы современного поп и хип-хоп оказался не особо популярен. The Good, the Bad and the Chubby 2002-го года зарекомендовал Chubby как хорошего поэта и содержал комментарии к событиям 11 сентября  — Somebody Let the Devil Out. Blind Pig выпустила коллекцию ранних записей Chubby под названием The Hungry Years в 2003. Год спустя, Chubby выпустил свой политический альбом, посвящённый войне в Ираке, названный Peace, Love and Respect, который стал популярным.
Два альбома, ранее доступные только во Франции — Live at FIP и Wild, были составлены Blind Pig label и выпущены как и Big Man Big Guitar в 2005, следующий новый студийный альбом назывался Stealing the Devil's Guitar, выпущенный годом позже.
Popa Chubby был выпущен альбом Deliveries After Dark. Он занял в Billboard Blues Charts 4-е место. Popa в нынешнее время работает над книгой коротких историй под названием Road Rot, о его достижениях в музыкальных походах по улицам Большого Яблока. В начале 2008 Popa Chubby и прославленный барабанщик Ken Serio быстро организовали рекламный тур Deliveries After Dark для тех, кто будет смотреть 17 концертов их совместной игры, трио было очень энергично и перспективно, однако после 17-ти концертов, барабанщик Ken Serio покинул тур из-за личных разногласий с Popa. Ходят слухи, что они ещё могут сойтись.

## Дискография
- 1991 It’s Chubby Time
- 1993 Gas Money
- 1995 Booty And The Beast
- 1996 The First Cuts
- 1996 Hit The High Hard One (live)
- 1997 One Million Broken Guitars
- 1998 The Best Of Popa Chubby / Японский выпуск
- 1998 The Best Of Popa Chubby (live) / Японский выпуск
- 1998 Brooklyn Basement Blues
- 1999 One Night Live In NYC (live)
- 2000 How’d A White Boy Get The Blues?
- 2001 Flashed Back
- 2002 The Good, The Bad And The Chubby
- 2003 The Hungry Years
- 2003 Old School
- 2004 Live At Fip (live)
- 2004 Peace, Love And Respect
- 2005 Wild Life!
- 2005 Big Man Big Guitar
- 2005 Ten Years With Popa Chubby
- 2006 Stealing The Devil’s Guitar
- 2006 Electric Chubby Land (3 CD 2 Live + 1 Studio)
- 2007 Deliveries After Dark
- 2008 Vicious Country (с Galea)
- 2010The Fight Is On
- 2011 Back To New York City
- 2013Universal Breakdown Blues
- 2014I'm Feelin'Lucky
- 2016The Catfish

### С другими музыкантами (выборка)
- 2004 Paul Camilleri — Another Sad Goodbye (Продюсер и гитарист)
- 2004 Bill Perry — Raw Deal (Продюсер, гитарист и вокалист)
- 2005 Galea — Diary Of A Bad Housewife (Продюсер, гитарист и вокалист)
- 2005 Matt Smith — Free Beer And Chicken (Продюсер, гитарист и вокалист)
- 2006 Arthur Nielsen — Hell OF A Nerve! (Продюсер, гитарист и вокалист)
- 2006 Big Ed Sullivan — 300 Pounds of Love Brooklyn (Продюсер и гитарист)
- 2006 Big Ed Sullivan — Fast Cars, Cheap Woman and Dirty Pool (Продюсер и гитарист)